# Narges Mohammadi
Narges Mohammadi (persa: نرگس نرگس; Zanjan, 21 de abril de 1972) es una activista de derechos humanos iraní galardonada con el Premio Nobel de la Paz 2023. Es vicepresidenta del Centro de Defensores de los Derechos Humanos (DHRC), dirigido por la también Nobel Shirin Ebadi.
En 2023, mientras cumplía una sentencia de diez años en Teherán, recibió el Premio Nobel de la Paz "por su lucha contra la opresión de las mujeres en Irán y su lucha por promover los derechos humanos y la libertad para todos".

## Antecedentes
Narges Mohammadi nació en Zanjan, Irán. Asistió a la Universidad Internacional Imam Jomeini, donde se licenció en física, y se convirtió en una ingeniera profesional. Durante su carrera universitaria, escribió artículos sobre los derechos de la mujer en el periódico estudiantil y fue detenida en dos reuniones del grupo de estudiantes políticos Tashakkol Daaneshjuyi Roshangaraan ("Grupo de Estudiantes Iluminadores"). También participó de forma activa en un grupo de montañismo, pero debido a sus actividades políticas, más tarde se le prohibió unirse a las escaladas.
Trabajó como periodista en varios periódicos reformistas y publicó un libro de ensayos políticos titulado The reforms, the Strategy and the Tactics (Las reformas, la estrategia y las tácticas). En 2003 se unió al Centro de Defensores de los Derechos Humanos, encabezado por el Premio Nobel de la Paz Shirin Ebadi, y más tarde se convirtió en la vicepresidente de la organización.
En 1999 se casó con su colega prorreformista Taghi Rahmani (n. 1960), quien poco después fue arrestado por primera vez por el Gobierno de la República Islámica de Irán. Rahmani, tras cumplir catorce años en prisiones iraníes, se mudó en 2014 a París (Francia) junto a sus hijos mellizos, Ali y Kiana, quienes nacieron en noviembre de 2007, pero su esposa se quedó en Irán para continuar con su trabajo de derechos humanos, y el 5 de mayo de 2015 fue detenida y posteriormente condenada y encarcelada a diez años de cárcel, encontrándose desde entonces en la prisión de Evin, en Teherán.

## Asuntos legales
Mohammadi fue arrestada en 1998 por sus críticas al gobierno iraní y pasó un año en prisión. En abril de 2010, fue citada ante el Tribunal Revolucionario Islámico por su pertenencia al Centro de Defensores de los Derechos Humanos. Fue puesta en libertad bajo fianza por un período breve, con una fianza de 50 000 dólares, pero fue detenida de nuevo varios días más tarde y recluida en la prisión de Evin. Su salud declinó bajo custodia, y desarrolló una enfermedad parecida a la epilepsia que le provocaba pérdidas periódicas del control muscular. Después de un mes, fue dada de alta y se le permitió ir al hospital.
En julio de 2011, Mohammadi fue procesada de nuevo y declarada culpable de "actuar contra la seguridad nacional, la pertenencia a la DHRC y la propaganda contra el régimen". En septiembre fue condenada a once años de prisión. Mohammadi declaró que sólo se había enterado del veredicto a través de sus abogados y que había recibido «una sentencia sin precedentes de 23 páginas emitida por el tribunal en la que se comparaban repetidamente mis actividades en materia de derechos humanos con intentos de derrocar al régimen». En marzo de 2012, la sentencia fue confirmada por un tribunal de apelaciones, aunque se redujo a seis años. El 26 de abril fue detenida para iniciar su condena.
La sentencia fue criticada por el Ministerio de Asuntos Exteriores británico, que la calificó de "otro triste ejemplo de los intentos de las autoridades iraníes de silenciar a valientes defensores de los derechos humanos". Amnistía Internacional la designó presa de conciencia y pidió su inmediata liberación. Reporteros sin Fronteras hizo un llamamiento en nombre de Mohammadi con motivo del noveno aniversario de la muerte de la fotógrafa Zahra Kazemi en la prisión de Evin, afirmando que Mohammadi era una reclusa cuya vida estaba "en peligro especial". En julio de 2012, un grupo internacional de legisladores pidió su liberación, entre ellos el senador estadounidense Mark Kirk, el exfiscal general canadiense Irwin Cotler, el diputado británico Denis MacShane, el diputado australiano Michael Danby, la diputada italiana Fiamma Nirenstein y el diputado lituano Emanuelis Zingeris.
El 31 de julio de 2012, Mohammadi fue puesta en libertad. El 31 de octubre de 2014, Mohammadi pronunció un emotivo discurso en la tumba de Sattar Beheshti, afirmando: "¿Cómo es posible que los miembros del Parlamento estén sugiriendo un plan para la promoción de la virtud y la prevención del vicio, pero nadie habló hace dos años, cuando un ser humano inocente llamado Sattar Beheshti murió torturado a manos de su interrogador?".  

A pesar del acto de extrema violencia contra Beheshti, que fue objeto de un alboroto internacional en 2012, su caso sigue suscitando interrogantes y la prisión de Evin sigue siendo testigo de torturas y detenciones injustas de defensores de los derechos humanos en la actualidad. El vídeo del discurso del 31 de octubre de Mohammadi se viralizó en las redes digitales, lo que dio lugar a que la convocaran ante el Tribunal de la Prisión de Evin. 
"En la citación que recibí el 5 de noviembre de 2014, se dice que debo entregarme 'por cargos', pero no hay más explicaciones sobre estos cargos", dijo.
El 5 de mayo de 2015, Mohammadi fue detenida sobre la base de nuevas acusaciones.
En 2022 se publicó con su firma el libro White Torture (Tortura blanca) en el que se recogen las experiencias mediante sus testimonios de catorce mujeres, incluida ella, en las cárceles iraníes. El título hace referencia a este tipo de tortura. Entre las entrevistadas están la activista Atena Daemi y la ciudadana iraní-británica Nazanin Zaghari-Ratcliffe.

## Premios y reconocimientos
- 2009 premio Alexander Langer (nombre de un activista de paz) dotado con 10.000 euros en concepto de honorarios.[12]
- 2010 cuando la ganadora del Nobel Shirin Ebadi ganó el premio sobre derechos humanos Felix Ermacora se lo dedicó a Mohammadi: "Esta valiente mujer merece este premio más que yo".[13]
- 2011 premio Per Anger, el galardón internacional a los derechos humanos de los gobiernos suecos.
- 2016 premio de Derechos Humanos de la ciudad alemana de Weimar.
- 2018 premio Andrei Sakharov de la American Physical Society.
- 2023 Premio Nóbel de la Paz.[14][15]